# 渤海人寿
渤海人寿保险有限公司，简称渤海人寿，成立于2014年12月18日，注册于天津市滨海新区自贸区机场片区。渤海人寿主要经营人寿保险、健康保险和意外伤害保险等人身险业务。
目前，渤海人寿最大的股东为渤海金控投资股份有限公司和天津天保控股有限公司。

## 处罚及风险事件
2017年10月，渤海人寿因股权质押解质押管理不规范、公司章程股权相关记载不规范、股东大会运作管理不规范、公司章程董事会相关规定不符合监管要求、董事会运作不规范、董事日常管理不规范、独立董事管理不规范、董事会专业委员会运作不规范、董事会召集程序及会议记录不规范、监事会运作不规范、高管人员任职资格管理不规范、关联交易管理不规范、信息披露不及时、发展规划执行评估不到位、高管人员离任审计不及时、薪酬制度不符合监管要求、薪酬制度执行不合规等诸多违规事项，被中国保监会处罚并禁止其直接或间接向海航集团有限公司及其关联方提供借款或其他形式的财务资助以及除存量关联交易的终止行为以外的资金运用类关联交易。